# 1945 en Bretagne
 Chronologie de la Bretagne
- 1941
- 1942
- 1943
- 1944
- 1945
- 1946
- 1947
- 1948
- 1949

Cette page recense des événements qui se sont produits durant l'année 1945 en Bretagne.

## Seconde Guerre mondiale
- 8 mai : Capitulation de l'Allemagne
- 10 mai : reddition de la poche de Lorient.

## Société

### Décès
- 22 juin : James Bouillé, né à Guingamp et mort à Malestroit, architecte, animateur de l'Art breton, membre des Seiz Breur, en 1941 il prend la direction de Bleun-Brug[1].

## Politique

### Référendumetélections législativesdu21 octobre
- Élections de l'Assemblée constituante de 1945 dans les Côtes-d'Armor
- Élections de l'Assemblée constituante de 1945 dans le Finistère
- Élections de l'Assemblée constituante de 1945 en Ille-et-Vilaine